# Ferus Smit Ecobox
Die Schiffsklasse Ferus Smit Ecobox umfasst Mehrzweckschiffe von Forestwave Navigation, die im Auftrag der Reederei Symphony Shipping auf der Werft Ferus Smit in Leer gebaut werden.

## Geschichte
Die ersten sechs Schiffe des auch als Ecobox 10500 bezeichneten Typs wurden am 21. November 2013 von Symphony Shipping bei der Werft Ferus Smit in Auftrag gegeben. Die Ablieferung der Neubauten wurde zwischen Frühjahr 2015 und Januar 2018 vereinbart. Darüber hinaus wurden am 6. Januar 2015 zwei Schiffe vom Typ Ecobox DP mit Ablieferung 2016 und 2017 bestellt, die als Offshore-Versorgungsschiffe fungieren.
2021 bestellte Symphony Shipping zwei weitere Schiffe, die 2023 abgeliefert wurden. Sie werden als Ecobox XL bezeichnet; es handelt sich um eine Weiterentwicklung der zuvor gebauten Schiffe vom Typ Ecobox und Ecobox DP.
Die Reederei Forestwave Navigation, die schon längere Zeit mit der Reederei Symphony Shipping kooperiert hatte, kaufte Ende 2021 mit der Symphony Sea und der Symphony Sun zwei Schiffe des Typs von der Reederei Symphony Shipping. 2022 bestellte Forestwave Navigation zwei weitere Schiffe des Typs Ecobox XL, die 2024/25 abgeliefert werden sollen. Anfang 2023 übernahm Forestwave Navigation die Reederei Symphony Shipping. Dadurch kamen auch die anderen Schiffe des Typs zu Forestwave Navigation.

## Die Schiffe
| Die Ecobox-Schiffe | Die Ecobox-Schiffe | Die Ecobox-Schiffe | Die Ecobox-Schiffe                          | Die Ecobox-Schiffe                                   |
| Bauname            | Bau- nummer        | IMO- Nummer        | Kiellegung Stapellauf Ablieferung           | Umbenennungen- und Verbleib                          |
| ------------------ | ------------------ | ------------------ | ------------------------------------------- | ---------------------------------------------------- |
| Symphony Sky       | 417                | 9721633            | – 21. Februar 2015 26. März 2015            | 2015: Nordana Sky, 2016: Symphony Sky, 2023: FWN Sky |
| Nordana Star       | 418                | 9721645            | – 3. Juli 2015 10. September 2015           | 2015: Symphony Star, 2023: FWN Star                  |
| Nordana Sea        | 419                | 9721657            | – 11. Dezember 2015 11. Februar 2016        | 2016: Symphony Sea                                   |
| Symphony Sun       | 420                | 9721669            | – 29. April 2016 Juni 2016                  | 2023: FWN Sun                                        |
| Symphony Spirit    | 421                | 9735220            | – 25. August 2017 12. Oktober 2017          | 2023: FWN Spirit                                     |
| Symphony Space     | 422                | 9735232            | – 2. Februar 2018 12. März 2018             | 2023: FWN Space                                      |
| Ecobox DP2         |                    |                    |                                             |                                                      |
| Symphony Performer | 433                | 9770701            | – 14. Oktober 2016 9. Januar 2017           | 2023: FWN Performer                                  |
| Symphony Provider  | 434                | 9770713            | – 9. März 2017 12. Mai 2017                 | 2023: FWN Provider                                   |
| Ecobox XL          |                    |                    |                                             |                                                      |
| Symphony Atlantic  | 460                | 9931472            | – 18. November 2022 6. Januar 2023          | 2023: FWN Atlantic                                   |
| Symphony Arctic    | 461                | 9931484            | 1. September 2022 25. Mai 2023 9. Juli 2023 | 2023: FWN Arctic                                     |
| FWN Antarctic      | 477                | 9970521            | 28. August 2024 – 17. Januar 2025           |                                                      |
| FWN Adriatic       | 478                | 9970533            | 28. August 2024 23. Mai 2025 –              | im Bau                                               |

## Technische Ausstattung
Die Schiffe verfügen über jeweils zwei Ladekräne mit 85 Tonnen.
Die Schiffe besitzen die Eisklasse 1A.